# IC 310
IC 310 est une galaxie lenticulaire située dans la constellation de Persée. Sa vitesse par rapport au fond diffus cosmologique est de 5 488 ± 12 km/s, ce qui correspond à une distance de Hubble de 80,9 ± 5,7 Mpc (∼264 millions d'al). Elle a été découverte par l'astronome américain Edward Swift en 1888.
À ce jour, trois mesures non basées sur le décalage vers le rouge (redshift) donnent une distance de 81,286 ± 19,674 Mpc (∼265 millions d'al), ce qui est à l'intérieur des valeurs de la distance de Hubble.

## Groupe de NGC 1275
IC 310 fait partie du groupe de NGC 1275 qui compte au moins 48 membres dont NGC 1224, NGC 1267, NGC 1270, NGC 1273, NGC 1275, NGC 1277, NGC 1279, IC 288, IC 294 et IC 312. Le groupe de NGC 1275 fait partie de l'amas de Persée (Abell 426).